# Keputran (Tegalsari)
Keputran is een bestuurslaag in het regentschap Soerabaja van de provincie Oost-Java, Indonesië. Keputran telt 12.696 inwoners (volkstelling 2010).